# Chinas erste Forschungsstation für Atomwaffen

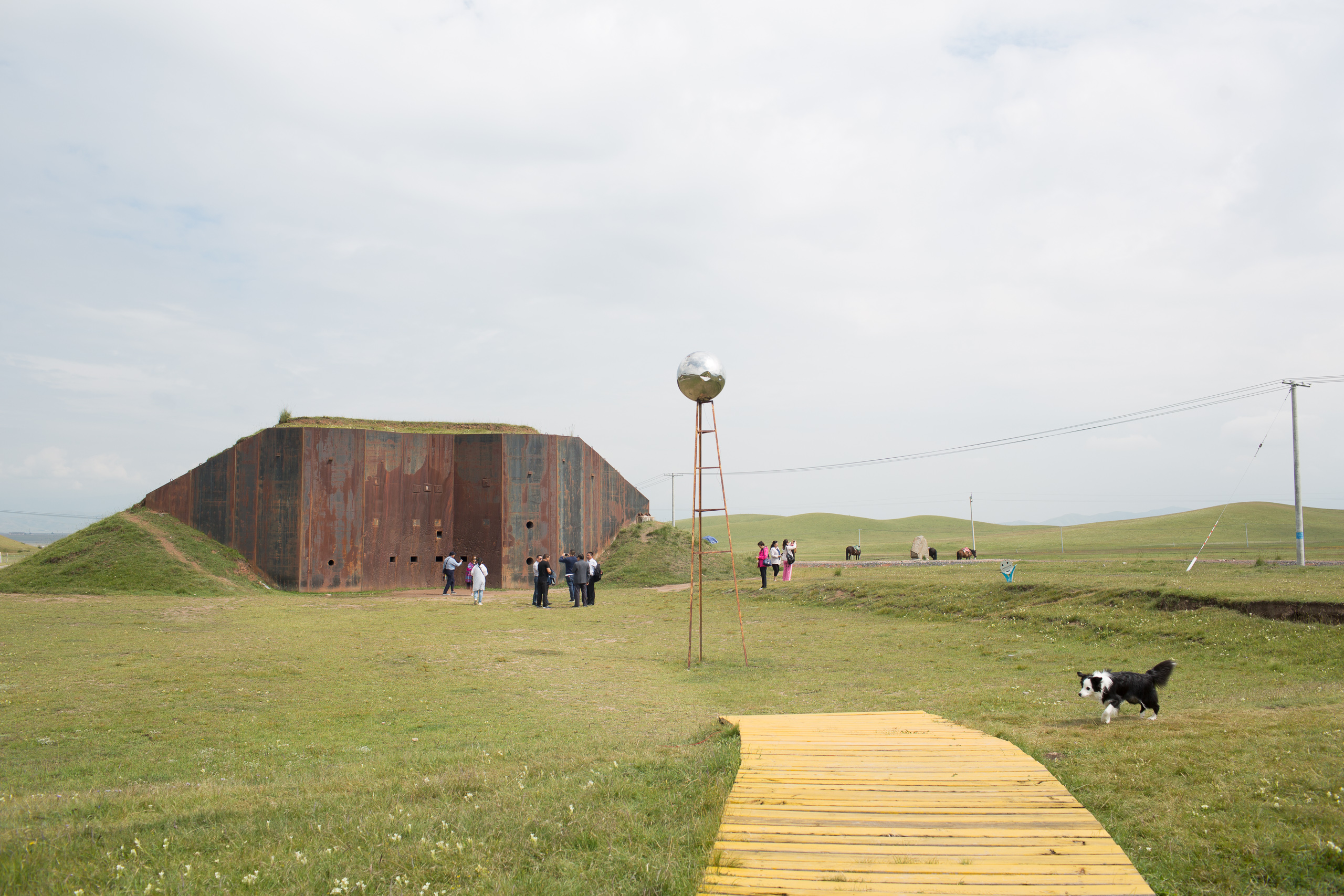
Denkmalstätte der chinesischen Atomwaffenforschungsstation

Chinas erste Forschungsstation für Atomwaffen (chinesisch 第一个核武器研制基地旧址, Pinyin Dì-yī gè héwǔqì yánzhì jīdì jiùzhǐ) aus den 1950er bis 1990er Jahren im Kreis Haiyan des Autonomen Bezirks Haibei der Tibeter im Nordosten der nordwestchinesischen Provinz Qinghai war Chinas erste Anlage für Forschung und Entwicklung sowie Produktion von Kernwaffen. Das Zentrum wurde 1958 eingerichtet. Hier wurden Chinas erste Atom- und Wasserstoffbomben entwickelt.
Die unter den Namen Neunte Akademie, Fabrik Nr. 221, Atomstadt usw. bekannte Stätte liegt in der Jinyintan-Steppe (chinesisch 金银滩草原, Pinyin Jīnyíntān cǎoyuán) zwischen dem Ort Xihai und dem Qinghai-See, die geheime Militärbasis hatte eine Fläche von über 1000 km². Heute sind Teile davon zu einem Museum gestaltet.
Die Stätte steht seit 2001 auf der Liste der Denkmäler der Volksrepublik China (5-512).

## Bedeutung
Der erste chinesische Kernwaffentest namens „596“, zu dem hier wesentliche Vorarbeiten stattfanden, wurde am 16. Oktober 1964 im Autonomen Gebiet Xinjiang der Uiguren im Kernwaffentestgelände Lop Nor durchgeführt.